# Amblydoras affinis
Amblydoras affinis är en fiskart som först beskrevs av Kner, 1855.  Amblydoras affinis ingår i släktet Amblydoras och familjen Doradidae. Inga underarter finns listade i Catalogue of Life.